# Maison du Léopard (Liège)

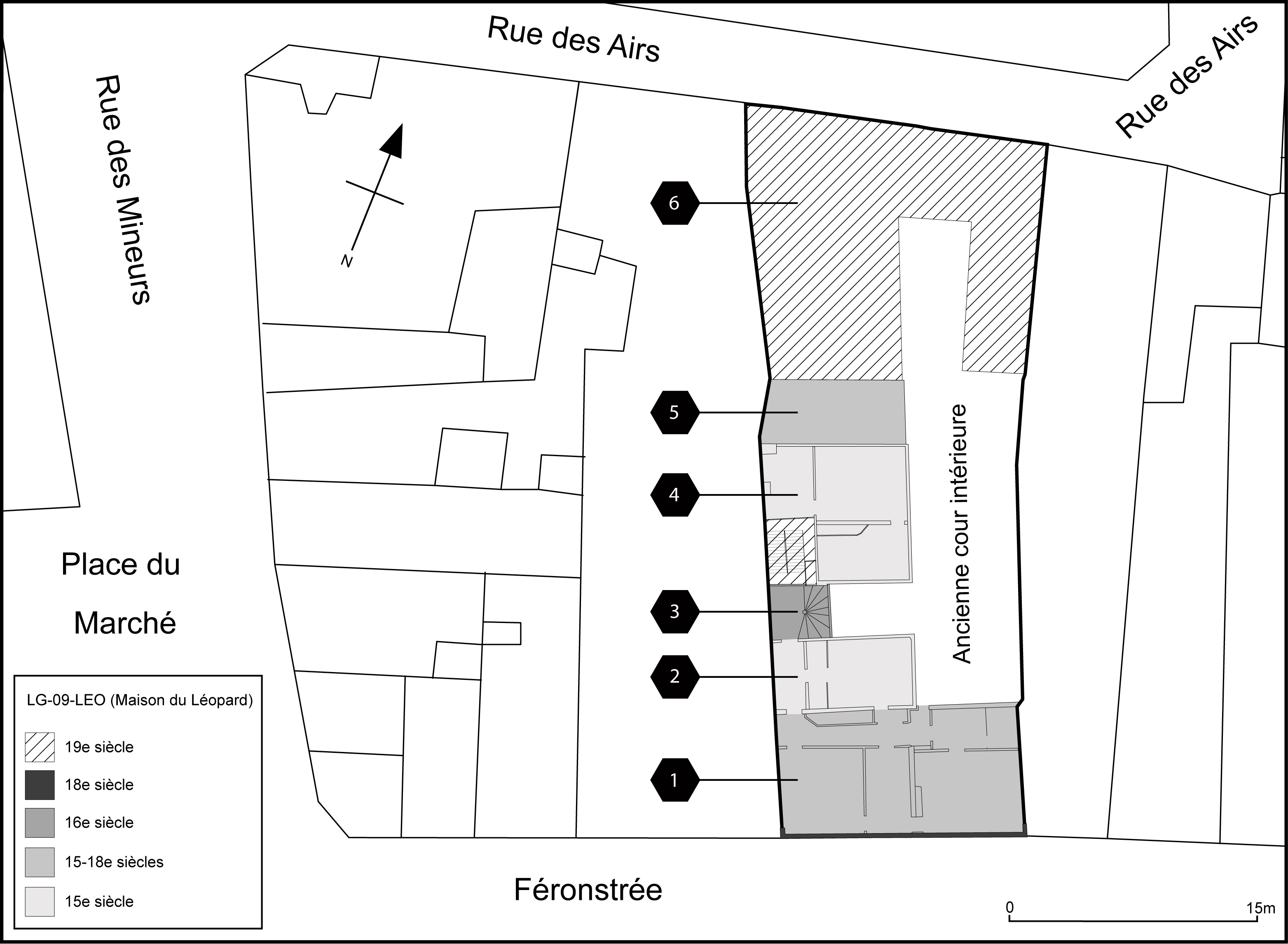
Situation et plan général de la "Maison du Léopard"

La Maison du Léopard datant du XVe siècle est un des plus anciens bâtiments civils en pan de bois conservés dans leur quasi-intégralité en Wallonie[source insuffisante]. Située à Liège en Belgique, elle est enclavée entre Féronstrée et la rue des Airs, à quelques dizaines de mètres de la place du Marché.

## Historique
Invisible depuis la voie publique, la maison est "redécouverte" en 2008 par les archéologues.
Les prélèvements dendrochronologiques effectués en 2009 permettent de situer la construction entre 1473 et 1505. 
La Maison du Léopard est classée depuis 2011 au patrimoine immobilier de la Région wallonne.

## Toponymie
Le bâtiment doit son nom au blason du quartier Féronstrée et Hors-Château orné de trois têtes de léopard.

## Situation
La construction n'est pas visible depuis la rue, elle est enclavée entre deux rues parallèles : Féronstrée et la rue des Airs.